# Montpelier (Idaho)
Montpelier é uma cidade localizada no estado americano de Idaho, no Condado de Bear Lake.

## Demografia
Segundo o censo americano de 2000, a sua população era de 2785 habitantes.
Em 2006, foi estimada uma população de 2498, um decréscimo de 287 (-10.3%).

## Geografia
De acordo com o United States Census Bureau tem uma área de
4,8 km², dos quais 4,8 km² cobertos por terra e 0,0 km² cobertos por água. Montpelier localiza-se a aproximadamente 1823 m acima do nível do mar.

## Localidades na vizinhança
O diagrama seguinte representa as localidades num raio de 40 km ao redor de Montpelier.